# Swissôtel

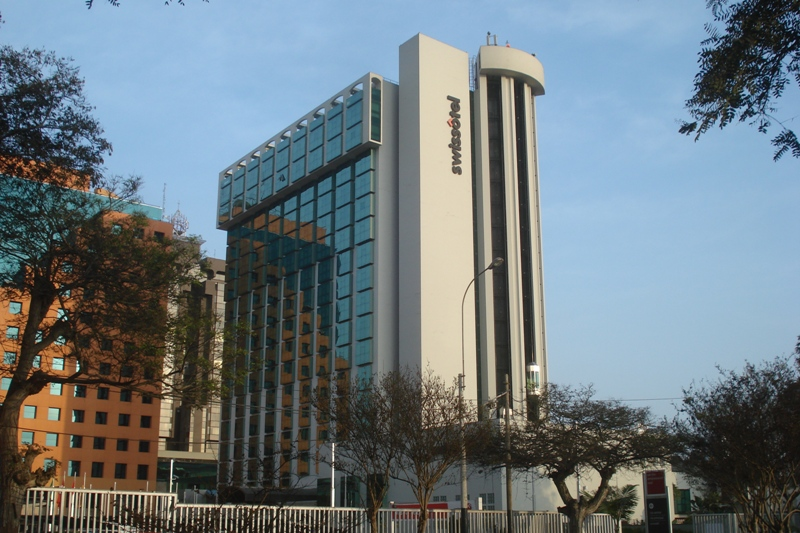
Lo Swissôtel a Lima, Perù

Swissôtel Hotels & Resorts, comunemente noto come Swissôtel, è una catena svizzera di hotel di lusso che gestisce 37 proprietà in 17 paesi. La catena è di proprietà di Accor, che ha acquisito FRHI Hotels & Resorts nel 2015.
Gli uffici aziendali di Swissôtel si trovano a Kloten, in una proprietà dell'aeroporto di Zurigo.

## Storia aziendale
Swissôtel è stata fondata nel 1981 come joint venture tra i gruppi Swissair e Nestlé, con sede a Zurigo. Inizialmente, gli hotel erano presenti a Berna, New York, Ginevra e Zurigo. Nel 1990, il gruppo alberghiero è diventato una consociata al 100% del gruppo Swissair e nel 1996 la sua sede centrale si è trasferita da Zurigo a New York.
Nel 2001, a causa delle gravi difficoltà finanziarie di Swissair dovute agli eventi dell'11 settembre, Swissôtel fu ceduta a Raffles Holdings Limited, il proprietario del famoso Raffles Hotel di Singapore. Nel luglio 2005, Colony Capital, una società di investimento internazionale privata, ha acquisito Raffles International Limited e nel maggio 2006, insieme alla Kingdom Holding Company, ha acquisito Fairmont Hotels & Resorts. Con il completamento della transazione, i portafogli Fairmont e Raffles International sono stati combinati, trasformando le società in un leader globale di hotel (con sede a Toronto) chiamato Fairmont Raffles Hotels International, con 120 hotel in 23 paesi sotto tre marchi: Fairmont, Raffles e Swissôtel. Alla fine della transazione, la sede aziendale di Swissôtel è tornata a Zurigo.
Nel dicembre 2015, Accor ha acquistato Swissôtel, insieme agli hotel Raffles e Fairmont, con un accordo da 2,9 miliardi di dollari.